# Ibsen Aguilar
Ibsen Antonio Aguilar Canizalez (ur. 17 października 1992) – wenezuelski zapaśnik w stylu wolnym. Zajął 25 miejsce na mistrzostwach świata w 2013. Brązowy medal mistrzostw panamerykańskich w 2013, a także igrzysk boliwaryjskich w 2013 roku.